# Schott Music
Schott Music — одно из крупнейших и старейших музыкальных издательств в мире. Было основано в 1770 году в Майнце (Германия) Бернхардом Шоттом. Специализируется на публикации нотной музыки, книг о музыке, а также образовательных материалов для музыкантов.
Особенности Schott Music:
- Издавало произведения таких композиторов, как Бетховен, Вагнер, Орф, Стравинский, Хиндемит, Лигети и многих других.
- Активно поддерживает современных композиторов.
- Выпускает не только классическую, но и джазовую, народную и образовательную музыку.
- Имеет собственное производство нотных изданий и музыкальных книг.

Сегодня Schott Music остаётся одним из ведущих музыкальных издательств в мире с филиалами в Лондоне, Париже, Мадриде, Токио и других городах.